# Lijst van voetbalinterlands Brazilië - Haïti
Deze lijst van voetbalinterlands is een overzicht van alle officiële voetbalwedstrijden tussen de nationale teams van Brazilië en Haïti. De landen hebben tot op heden drie keer tegen elkaar gespeeld. De eerste ontmoeting, een vriendschappelijke wedstrijd, werd gespeeld in Brasilia op 21 april 1974. Het laatste duel, een groepswedstrijd tijdens de Copa América Centenario, vond plaats op 8 juni 2016 in Orlando (Verenigde Staten).

## Wedstrijden
| № | Plaats         | Datum            | Competitie              | Wedstrijd        | Uitslag |
| - | -------------- | ---------------- | ----------------------- | ---------------- | ------- |
| 1 | Brasilia       | 21 april 1974    | Vriendschappelijk       | Brazilië − Haïti | 4 − 0   |
| 2 | Port-au-Prince | 18 augustus 2004 | Vriendschappelijk       | Haïti − Brazilië | 0 − 6   |
| 3 | Orlando        | 8 juni 2016      | Copa América Centenario | Brazilië − Haïti | 7 − 1   |

## Samenvatting
| Competitie        | Totaal gespeeld | Winst Brazilië | Gelijk | Winst Haïti | Doelsaldo Brazilië – Haïti |
| ----------------- | --------------- | -------------- | ------ | ----------- | -------------------------- |
| Copa América      | 1               | 1              | 0      | 0           | 7 − 1                      |
| Vriendschappelijk | 2               | 2              | 0      | 0           | 10 − 0                     |
| Totaal            | 3               | 3              | 0      | 0           | 17 − 1                     |

Wedstrijden bepaald door strafschoppen worden, in lijn met de FIFA, als een gelijkspel gerekend.